# DDR-Meisterschaften im Eisschnelllaufen 1988
Die DDR-Meisterschaften im Eisschnelllaufen 1988 fanden auf den Einzelstrecken im Sportforum Hohenschönhausen in Berlin statt, wobei die Meister schon im Dezember des Vorjahres ermittelt wurden. Im Sprint- und Großen-Mehrkampf wurden in diesem Jahr keine Meisterschaften ausgetragen. André Hoffmann (1.000 m), Peter Adeberg (1.500 m) und Roland Freier (10.000 m) verteidigten ihre Titel aus dem Vorjahr erfolgreich. Für André Hoffmann war es der fünfte Titel in Folge über 1.000 m. Bei den Frauen konnten sich Karin Kania und Gunda Kleemann zwei Titel sichern.

## Meister
| Distanz       | Männer          | Verein             | Frauen               | Verein             |
| ------------- | --------------- | ------------------ | -------------------- | ------------------ |
| 500 Meter     | René van Bernum | TSC Berlin         | Christa Rothenburger | SC Einheit Dresden |
| 1.000 Meter0  | André Hoffmann  | SC Dynamo Berlin   | Karin Kania          | SC Einheit Dresden |
| 1.500 Meter0  | Peter Adeberg   | TSC Berlin         | Karin Kania          | SC Einheit Dresden |
| 3.000 Meter0  |                 |                    | Gunda Kleemann       | SC Turbine Erfurt  |
| 5.000 Meter0  | Roland Freier   | SC Karl-Marx-Stadt | Gunda Kleemann       | SC Turbine Erfurt  |
| 10.000 Meter0 | Roland Freier   | SC Karl-Marx-Stadt |                      |                    |

## Einzelstrecken-Meisterschaften
Termin: 11.–13. Dezember 1987

### Männer

#### 500 Meter
| Pl. | Name            | Verein             | Zeit (s) |
| --- | --------------- | ------------------ | -------- |
| 1   | René van Bernum | TSC Berlin         | 38,16    |
| 2   | Uwe-Jens Mey    | SC Dynamo Berlin   | 38,17    |
| 3   | Timo Jankowski  | SC Einheit Dresden | 38,22    |
| 4   | Peter Adeberg   | TSC Berlin         | 38,29    |
| 5   | André Hoffmann  | SC Dynamo Berlin   | 38,31    |
| 6   | René Goschnik   | SC Einheit Dresden | 38,33    |

#### 1.000 Meter
| Pl. | Name            | Verein             | Zeit (min) |
| --- | --------------- | ------------------ | ---------- |
| 1   | André Hoffmann  | SC Dynamo Berlin   | 1:15,73    |
| 2   | René van Bernum | TSC Berlin         | 1:17,01    |
| 3   | Jan Thomas      | SC Dynamo Berlin   | 1:17,46    |
| 4   | André Sobeck    | SC Dynamo Berlin   | 1:18,08    |
| 5   | Torsten Hopp    | SC Turbine Erfurt  | 1:18,68    |
| 6   | Michael Thurner | SC Karl-Marx-Stadt | 1:18,81    |

#### 1.500 Meter
| Pl. | Name              | Verein           | Zeit (min) |
| --- | ----------------- | ---------------- | ---------- |
| 1   | Peter Adeberg     | TSC Berlin       | 1:55,84    |
| 2   | André Hoffmann    | SC Dynamo Berlin | 1:56,83    |
| 3   | Thomas Kumm       | SC Dynamo Berlin | 1:57,93    |
| 4   | Michael Spielmann | TSC Berlin       | 1:58,22    |
| 5   | Jörg Lange        | TSC Berlin       | 1:58,98    |
| 6   | René van Bernum   | TSC Berlin       | 1:59,68    |

#### 5.000 Meter
| Pl. | Name            | Verein             | Zeit (min) |
| --- | --------------- | ------------------ | ---------- |
| 1   | Roland Freier   | SC Karl-Marx-Stadt | 7:01,34    |
| 2   | Steffen Meißner | SC Turbine Erfurt  | 7:03,40    |
| 3   | Peter Tietz     | SC Turbine Erfurt  | 7:05,68    |
| 4   | René Schöfisch  | TSC Berlin         | 7:06,69    |
| 5   | Thomas Kumm     | SC Dynamo Berlin   | 7:07,95    |
| 6   | Torsten Piekarz | TSC Berlin         | 7:09,90    |

#### 10.000 Meter
| Pl. | Name            | Verein             | Zeit (min) |
| --- | --------------- | ------------------ | ---------- |
| 1   | Roland Freier   | SC Karl-Marx-Stadt | 14:45,03   |
| 2   | Steffen Meißner | SC Turbine Erfurt  | 14:48,82   |
| 3   | Peter Tietz     | SC Turbine Erfurt  | 14:49,29   |
| 4   | René Schöfisch  | TSC Berlin         | 14:51,03   |
| 5   | Torsten Piekarz | TSC Berlin         | 14:54,51   |
| 6   | Frank Dittrich  | SC Karl-Marx-Stadt | 14:55,76   |

### Frauen

#### 500 Meter
| Pl. | Name                 | Verein             | Zeit (s) |
| --- | -------------------- | ------------------ | -------- |
| 1   | Christa Rothenburger | SC Einheit Dresden | 40,18    |
| 2   | Karin Kania          | SC Einheit Dresden | 40,29    |
| 3   | Angela Stahnke       | SC Dynamo Berlin   | 40,80    |
| 4   | Sylke Luding         | SC Einheit Dresden | 41,62    |
| 5   | Constanze Scandolo   | SC Turbine Erfurt  | 41,65    |
| 6   | Andrea Ehrig         | SC Einheit Dresden | 41,75    |

#### 1.000 Meter
| Pl. | Name             | Verein             | Zeit (min) |
| --- | ---------------- | ------------------ | ---------- |
| 1   | Karin Kania      | SC Einheit Dresden | 1:20,33    |
| 2   | Andrea Ehrig     | SC Einheit Dresden | 1:20,88    |
| 3   | Heike Pöhland    | SC Einheit Dresden | 1:23,63    |
| 4   | Angela Stahnke   | SC Dynamo Berlin   | 1:23,79    |
| 5   | Gunda Kleemann   | SC Turbine Erfurt  | 1:24,51    |
| 6   | Karin Stachewiez | SC Dynamo Berlin   | 1:25,60    |

#### 1.500 Meter
| Pl. | Name               | Verein             | Zeit (min) |
| --- | ------------------ | ------------------ | ---------- |
| 1   | Karin Kania        | SC Einheit Dresden | 2:02,85    |
| 2   | Andrea Ehrig       | SC Einheit Dresden | 2:07,05    |
| 3   | Constanze Scandolo | SC Turbine Erfurt  | 2:07,68    |
| 3   | Gunda Kleemann     | SC Turbine Erfurt  | 2:07,68    |
| 5   | Gabriele Zange     | SC Karl-Marx-Stadt | 2:08,01    |
| 6   | Heike Pöhland      | SC Einheit Dresden | 2:08,98    |

#### 3.000 Meter
| Pl. | Name               | Verein             | Zeit (min) |
| --- | ------------------ | ------------------ | ---------- |
| 1   | Gunda Kleemann     | SC Turbine Erfurt  | 4:23,04    |
| 2   | Andrea Ehrig       | SC Einheit Dresden | 4:25,11    |
| 3   | Constanze Scandolo | SC Turbine Erfurt  | 4:26,56    |
| 4   | Gabriele Zange     | SC Karl-Marx-Stadt | 4:27,68    |
| 5   | Heike Schalling    | SC Turbine Erfurt  | 4:29,96    |
| 6   | Carola Bürger      | SC Einheit Dresden | 4:31,69    |

#### 5.000 Meter
| Pl. | Name               | Verein             | Zeit (min) |
| --- | ------------------ | ------------------ | ---------- |
| 1   | Gunda Kleemann     | SC Turbine Erfurt  | 7:35,86    |
| 2   | Heike Schalling    | SC Turbine Erfurt  | 7:40,82    |
| 3   | Constanze Scandolo | SC Turbine Erfurt  | 7:47,45    |
| 4   | Carola Bürger      | SC Einheit Dresden | 7:54,15    |
| 5   | Karin Stachewiez   | SC Dynamo Berlin   | 8:22,70    |

## Medaillenspiegel
| Platz | Verein | Verein             | Gold | Silber | Bronze | Total |
| ----- | ------ | ------------------ | ---- | ------ | ------ | ----- |
| 1     |        | SC Einheit Dresden | 3    | 4      | 2      | 9     |
| 2     |        | SC Turbine Erfurt  | 2    | 3      | 6      | 110   |
| 3     |        | TSC Berlin         | 2    | 1      | –      | 3     |
| 4     |        | SC Karl-Marx-Stadt | 2    | –      | –      | 2     |
| 5     |        | SC Dynamo Berlin   | 1    | 2      | 3      | 6     |
|       | Total  | Total              | 10   | 10     | 11     | 31    |